# Braydon Manu
Braydon Marvin Manu (ur. 28 marca 1997 w Itzehoe) – niemiecki piłkarz ghańskiego pochodzenia, grający na pozycji napastnika w  Zwolle .